# Rubany (obwód połtawski)
Rubany (ukr. Рубани) – wieś na Ukrainie, w obwodzie połtawskim, w rejonie połtawskim, w hromadzie Biłyky. W 2001 liczyła 75 mieszkańców, spośród których 74 wskazało jako ojczysty język ukraiński, a 1 rosyjski.